# Сульфат гидразиния
Сульфат гидразиния — неорганическое соединение, соль гидразина и серной кислоты с формулой N2H6SO4, бесцветные кристаллы, растворимые в воде.

## Получение
Действие разбавленной серной кислоты на раствор гидразина или гидразин-гидрата:
{\displaystyle \mathrm {N_{2}H_{4}\ +\ H_{2}SO_{4}\longrightarrow \ N_{2}H_{6}SO_{4}} }
{\displaystyle \mathrm {N_{2}H_{4}\cdot H_{2}O\ +\ H_{2}SO_{4}\longrightarrow \ N_{2}H_{6}SO_{4}\ +\ H_{2}O} }
В лабораторных условиях может быть синтезирован по реакции азида гидразидиния с серной кислотой:
{\displaystyle \mathrm {N_{2}H_{5}N_{3}\ +\ H_{2}SO_{4}\longrightarrow \ N_{2}H_{6}SO_{4}\ +\ HN_{3}\uparrow } }
Основной лабораторный способ получения гидразина — реакция между мочевиной и гипохлоритом натрия в присутствии щелочей:
{\displaystyle \mathrm {CO(NH_{2})_{2}\ +\ NaOCl\ +\ 2\ NaOH\longrightarrow } }{\displaystyle \mathrm {N_{2}H_{4}\ +\ NaCl\ +\ Na_{2}CO_{3}\ +\ H_{2}O} }

## Применение
Известен под названием "Сигразин" и "Сегидрин"[2] и применяется в качестве средства для лечения больных раком. Он способствует улучшению углеводного обмена раковых клеток, таким образом задерживая их рост и вызывает распад некоторых опухолей.